# Il vagabondo (film 1966)
Il vagabondo è il primo cortometraggio diretto da Rainer Werner Fassbinder nel 1965 in formato 16mm.
Nelle intenzioni dell'autore, la vicenda è un omaggio al film Il segno del leone di Éric Rohmer.

## Trama
Un vagabondo, camminando per le strade di Monaco di Baviera, trova una pistola in un vicolo e tenta invano di liberarsene. Alla fine due ragazzi che lo hanno pedinato tentano di rubargliela fino a riuscirci, prendendosi anche gioco di lui.